# Kanth
Kanth é uma cidade e uma nagar panchayat no distrito de Moradabad, no estado indiano de Uttar Pradesh.

## Geografia
Kanth está localizada a 29° 04′ N, 78° 38′ L. Tem uma altitude média de 191 metros (626 pés).

## Demografia
Segundo o censo de 2001, Kanth tinha uma população de 23,583 habitantes. Os indivíduos do sexo masculino constituem 53% da população e os do sexo feminino 47%. Kanth tem uma taxa de literacia de 57%, inferior à média nacional de 59.5%: a literacia no sexo masculino é de 64% e no sexo feminino é de 48%. Em Kanth, 17% da população está abaixo dos 6 anos de idade.